# Ceroma
Ceroma es un género de solífugos de la familia de los Ceromidae.

## Distribución
Las especies de este género se encuentran al sur del África subsahariana.

## Lista de especies
Según solpugid.com
- Ceroma biseriata Lawrence, 1960
- Ceroma hessei Roewer, 1933
- Ceroma inerme Purcell, 1899
- Ceroma johnstonii Pocock, 1897
- Ceroma katanganum Roewer, 1933
- Ceroma langi Hewitt, 1935
- Ceroma leppanae Hewitt, 1914
- Ceroma macrognatha Lawrence, 1954
- Ceroma ornatum Karsch, 1885
- Ceroma pictulum Pocock, 1902
- Ceroma sclateri Purcell, 1899
- Ceroma similis Roewer, 1941
- Ceroma swierstrae Lawrence, 1935
- Ceroma sylvestris Lawrence, 1938
- Ceroma victoriae Benoit, 1965
- Ceroma zomba Karsch, 1885

## Publicación original
- Karsch, 1885 : Verzeichnis der von Dr. G. A. Fischer auf der im Auftrage der geographischen Gesellschaft in Hamburg unternommen Reise in das Massai-Land gesammelten Myriopoden und Arachnoiden. Jahrbuch der Hamburgischen Wissenschaftlichen Anstalten, vol. 2, p. 131-139.